# John Atkinson Grimshaw
John Atkinson Grimshaw (Leeds, 6 de setembro de 1836 - Leeds, 13 de outubro de 1893) foi um artista inglês da era vitoriana, mais conhecido por suas cenas noturnas de paisagens urbanas.
Hoje, ele é considerado um dos maiores pintores da era vitoriana, bem como por ser um dos melhores e mais talentosos artistas de paisagens noturnas e paisagens urbanas de todos os tempos. Ele foi chamado de "pintor notável e imaginativo" pelo crítico e historiador Christopher Wood na Victorian Painting (1999).

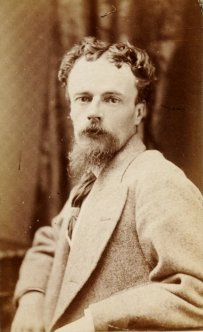
John Atkinson Grimshaw

A precisão e a atenção de Grimshaw ao realismo foram criticadas por alguns de seus contemporâneos, com um crítico afirmando que suas pinturas pareciam "não mostrar marcas de manipulação ou pinceladas", acrescentando que "não poucos artistas duvidavam que pudessem ser aceitas como pinturas de fato". No entanto, outros contemporâneos reconheceram sua maestria em iluminação e técnica, e James McNeill Whistler, com quem Grimshaw continuaria trabalhando em seus estúdios do Chelsea, declarou: “Eu me considerava o inventor dos noturnos até ver os quadros de luar do Grimmy”.
Suas pinturas iniciais foram assinadas "JAG", "JA Grimshaw", ou "John Atkinson Grimshaw", embora ele finalmente tenha resolvido "Atkinson Grimshaw".

## Vida

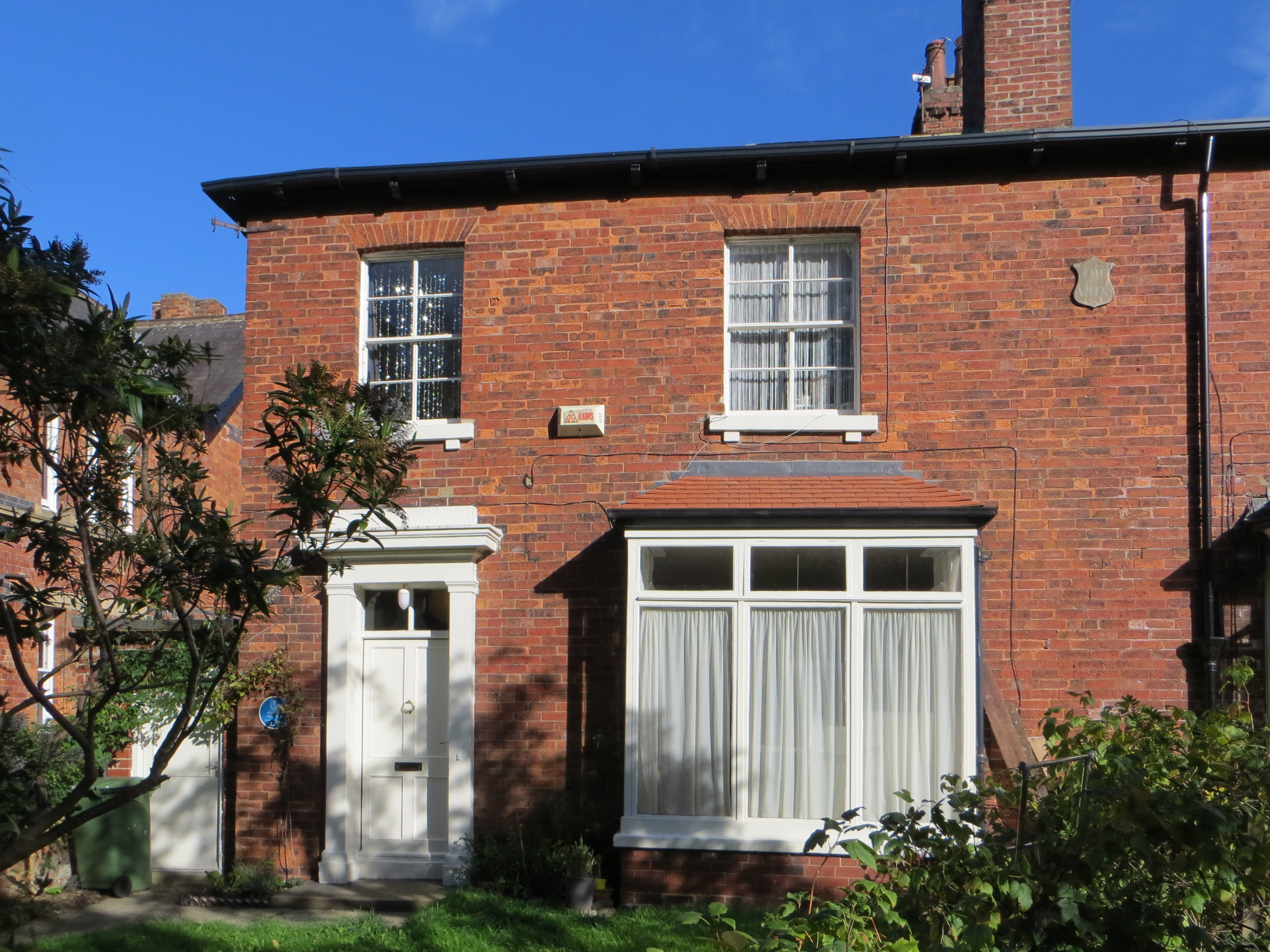
Casa de Atkinson Grimshaw 1866 – 70

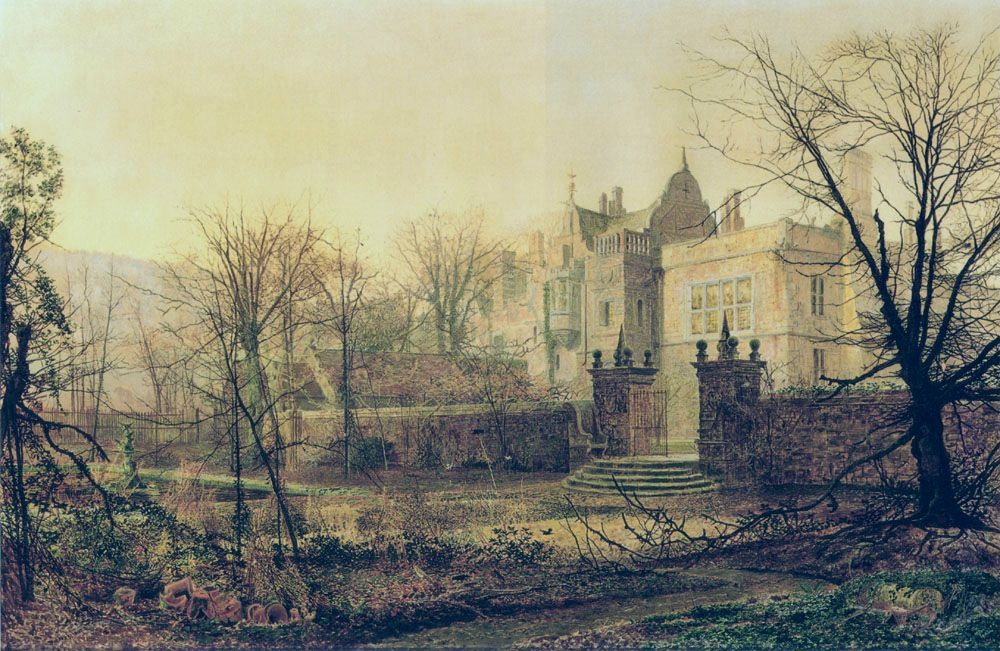
Uma de suas pinturas de Knostrop Hall

Ele nasceu em 6 de setembro de 1836 em um cortiço em Park Street, Leeds, filho de Mary e David Grimshaw. Em 1856 ele se casou com sua prima Frances Hubbard (1835-1917). Em 1861, aos 24 anos, para o desespero de seus pais, ele deixou seu emprego como balconista da Great Northern Railway para se tornar um pintor. Ele expôs pela primeira vez em 1862, principalmente pinturas de pássaros, frutas e flores, sob o patrocínio da Sociedade Filosófica e Literária de Leeds. Ele e sua esposa mudaram-se em 1866 para uma casa de campo geminada que agora é numerada 56 Cliff Road em Headingley e tem uma placa azul Leeds Civic Trust, e em 1870 foram para Knostrop Hall Ele se tornou bem sucedido na década de 1870 e alugou uma segunda casa em Scarborough, que se tornou um assunto favorito.
Ele morreu em 13 de outubro de 1893 de tuberculose e está enterrado no Woodhouse Cemetery, (agora chamado de St George's Fields), em Leeds.
Vários de seus filhos, Arthur E. Grimshaw (1864 a 1913), Louis H. Grimshaw (1870 a 1944), Wilfred Grimshaw (1871 a 1937) e Elaine Grimshaw (1877 a 1970) também se tornaram pintores.

## Trabalhos

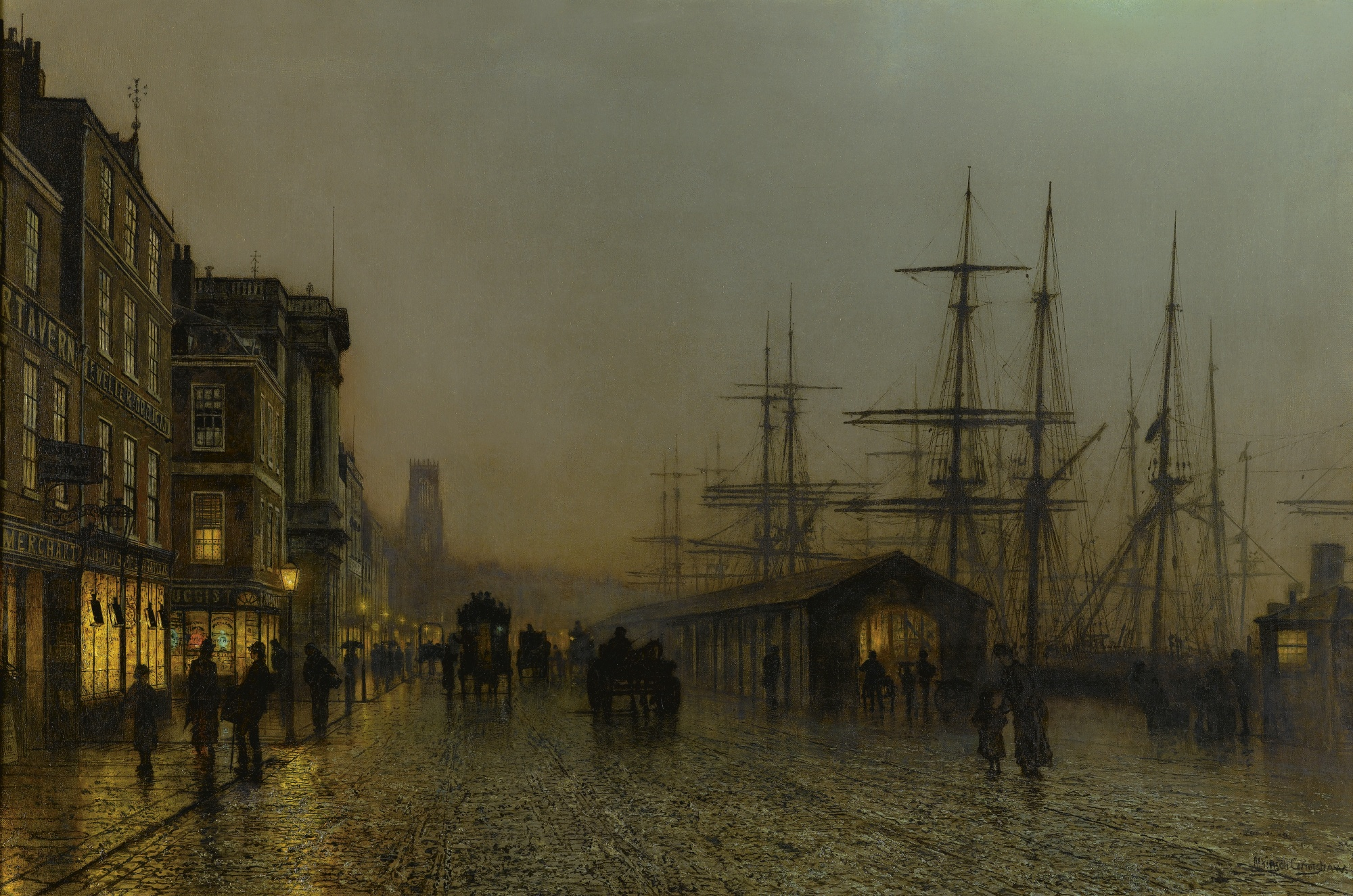
Glasgow, sábado à noite

A principal influência de Grimshaw foi os pré-rafaelitas. Fiel ao estilo pré-rafaelita, ele criou paisagens de cor e iluminação precisas, detalhes vívidos e realismo, muitas vezes tipificando estações do ano ou um tipo de clima. As vistas enluaradas das ruas da cidade e dos subúrbios e das docas de Londres, Hull, Liverpool e Glasgow também figuravam em grande parte em sua arte. Sua pintura cuidadosa e sua habilidade em efeitos de iluminação significavam que ele capturava a aparência e o humor de uma cena nos mínimos detalhes. Suas "pinturas de ruas úmidas iluminadas à de gás e de margens enevoadas do rio transmitiam um calor sinistro, bem como alienação na cena urbana".
Dulce Domum (1855), em cujo verso Grimshaw escreveu, "pintado principalmente sob grandes dificuldades", captura a música retratada no pianista, atrai o olhar para serpentear pela sala ricamente decorada e para considerar a jovem silenciosa e calada que está ouvindo. Grimshaw pintou mais cenas interiores, especialmente na década de 1870, quando trabalhou sob a influência de James Tissot e do Movimento Estético.
Em Hampstead Hill é considerado um dos melhores trabalhos de Grimshaw, exemplificando sua habilidade com uma variedade de fontes de luz, em capturar o humor da passagem do crepúsculo para a noite. Em sua carreira posterior, suas cenas urbanas sob iluminação crepuscular ou amarela eram populares entre seus clientes de classe média.
Seu trabalho posterior incluiu cenas imaginadas dos impérios grego e romano, e ele pintou temas literários de Longfellow e Tennyson — quadros incluindo Elaine e A Senhora de Shalott. (Grimshaw nomeou seus filhos segundo personagens nos poemas de Tennyson.)
Na década de 1880, Grimshaw manteve um estúdio de Londres em Chelsea, não muito longe do estúdio de James Abbott McNeill Whistler . Depois de visitar Grimshaw, Whistler comentou que "eu me considerava o inventor dos Noturnos até que vi os quadros iluminados pelo luar do Grimmy". Ao contrário das cenas impressionistas de Whistler, Grimshaw trabalhou de forma realista: "focado, quase fotográfico", suas fotos inovaram ao aplicar a tradição das imagens rurais à cidade vitoriana, gravando "a chuva e a névoa, as poças e a névoa fumacenta da Inglaterra vitoriana industrial tardia com grande poesia."
As pinturas de Grimshaw descreviam o mundo contemporâneo, mas evitavam os aspectos sujos e deprimentes das cidades industriais. Shipping on the Clyde, uma representação das docas vitorianas de Glasgow, é uma evocação liricamente bonita da era industrial. Grimshaw transcreveu o nevoeiro e as brumas com tanta precisão como se capturasse o frio no ar úmido e a umidade que penetrava nas roupas pesadas das poucas figuras despertas no amanhecer de neblina.

## Reputação e legado
Grimshaw não deixou cartas, jornais ou documentos. Sua reputação repousa, e seu legado também é baseado, em suas paisagens urbanas. Houve um ressurgimento do interesse pelo trabalho de Grimshaw na segunda metade do século XX, com várias exposições importantes dedicadas a ele. Uma exposição retrospectiva "Atkinson Grimshaw - Pintor do Luar" decorreu de 16 de abril de 2011 a 4 de setembro de 2011 na Mercer Art Gallery em Harrogate e posteriormente na Guildhall Art Gallery, Londres.

## Galeria

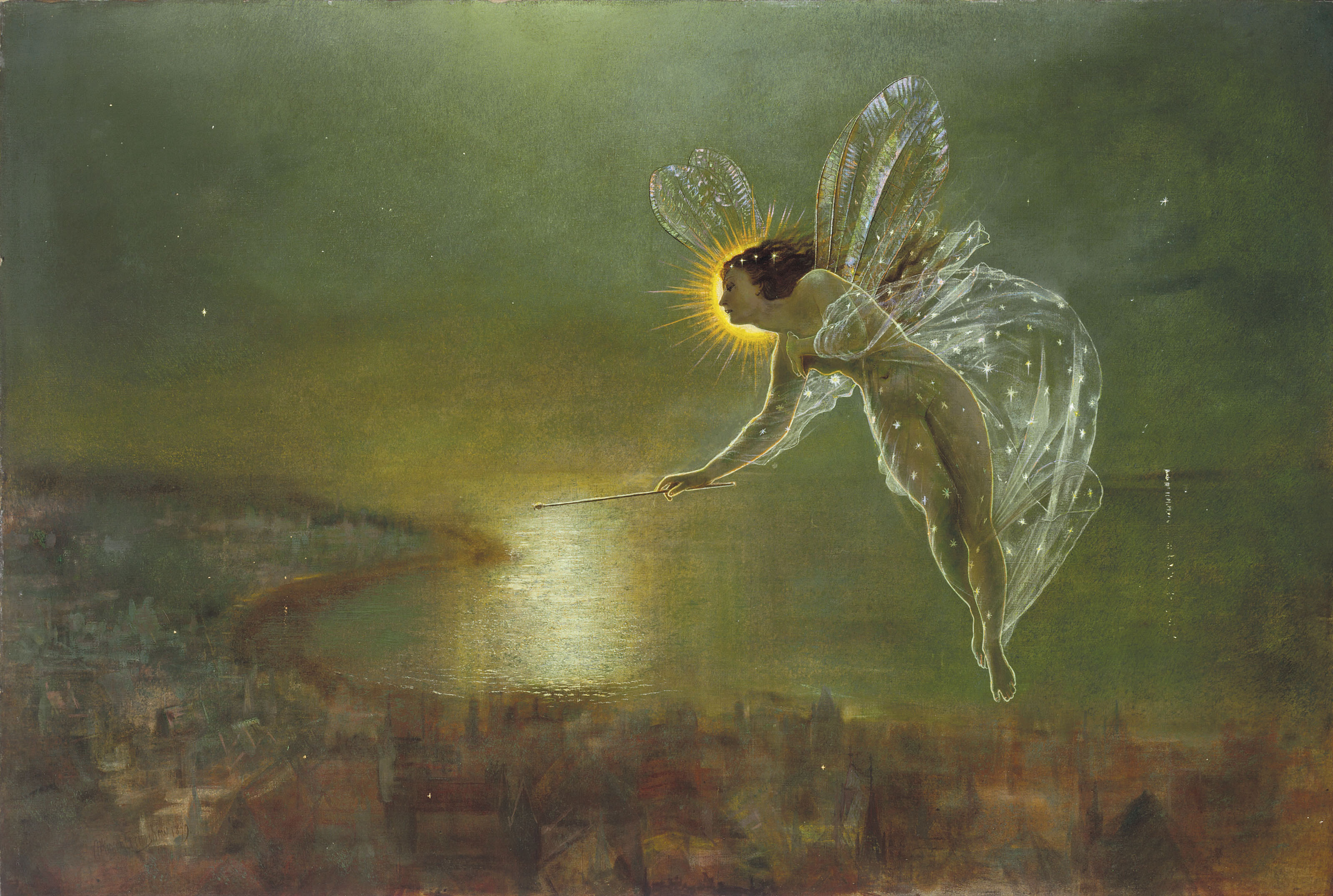
Espírito da noite, 1879.
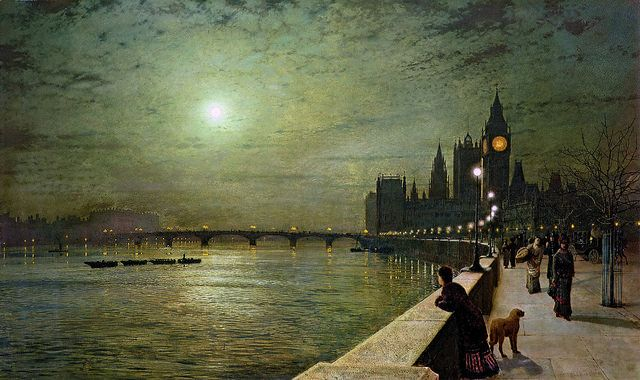
Reflexões sobre o Tamisa, 1880.
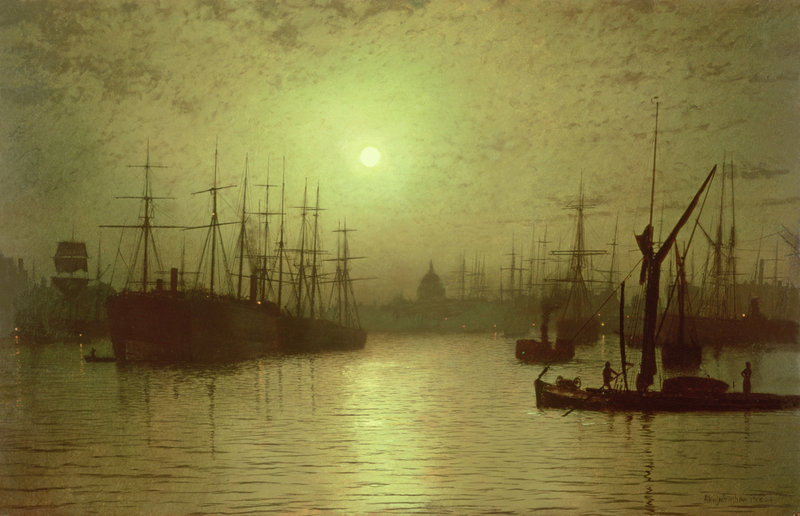
Anoitecer no Tamisa, 1880.
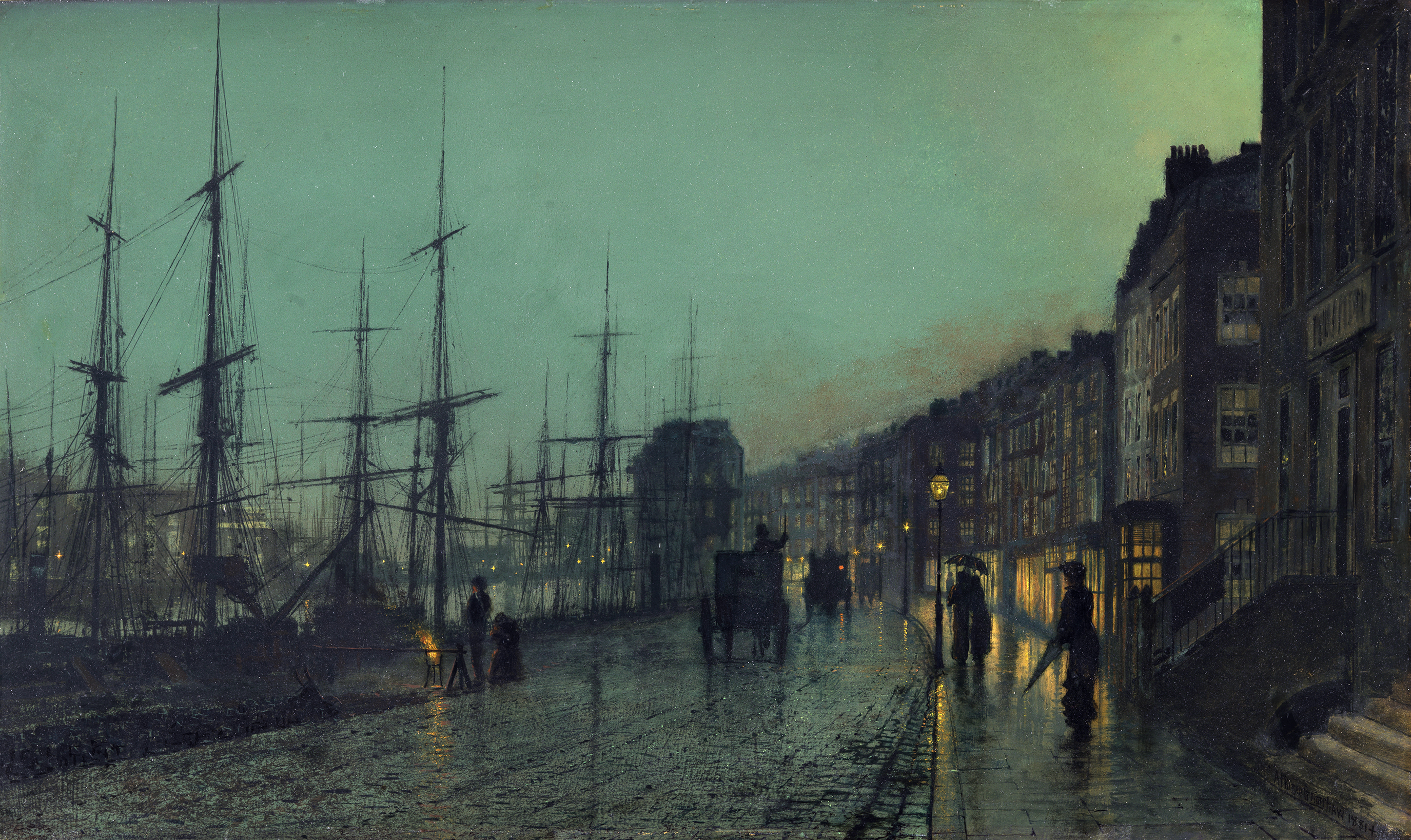
Envio no Clyde, 1881.
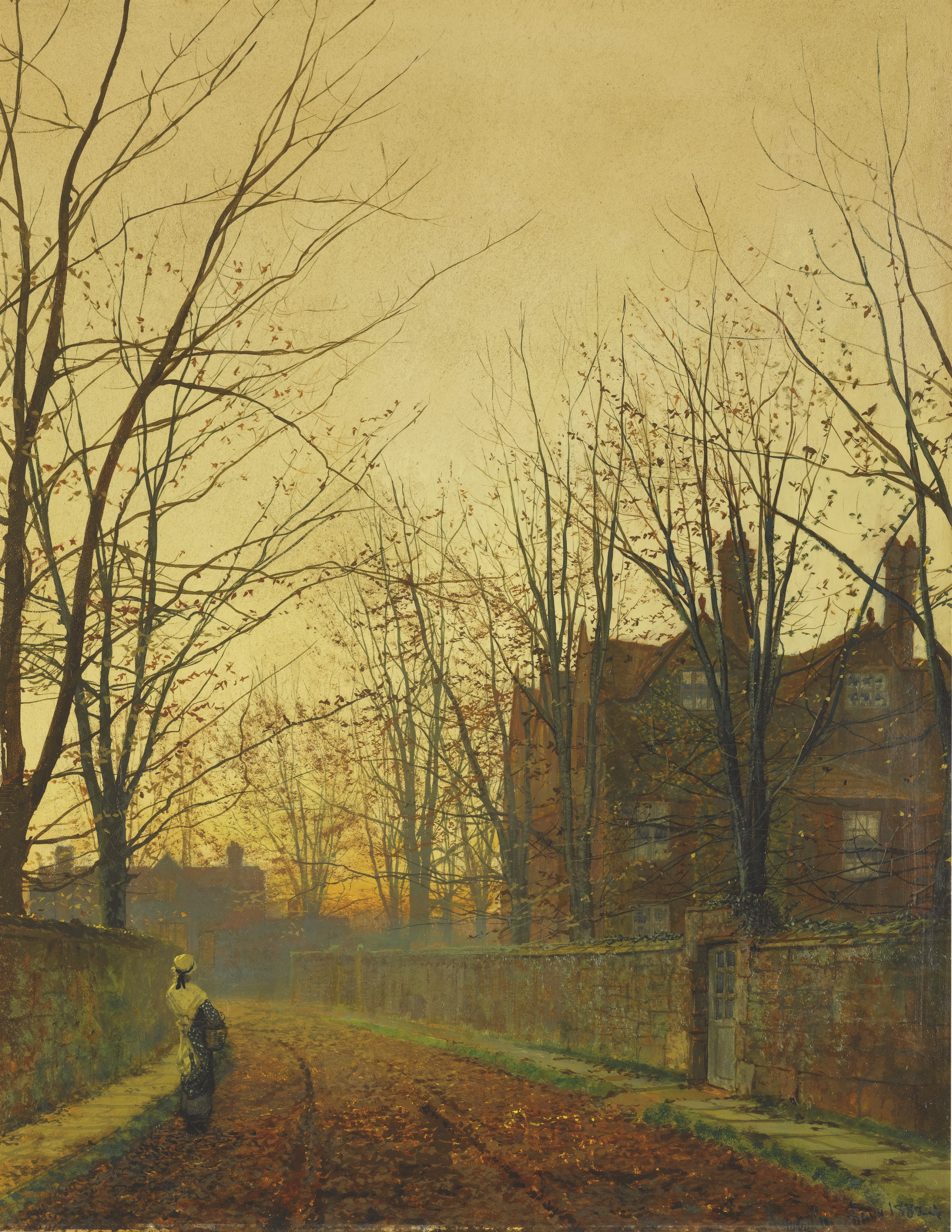
Final de outubro de 1882.
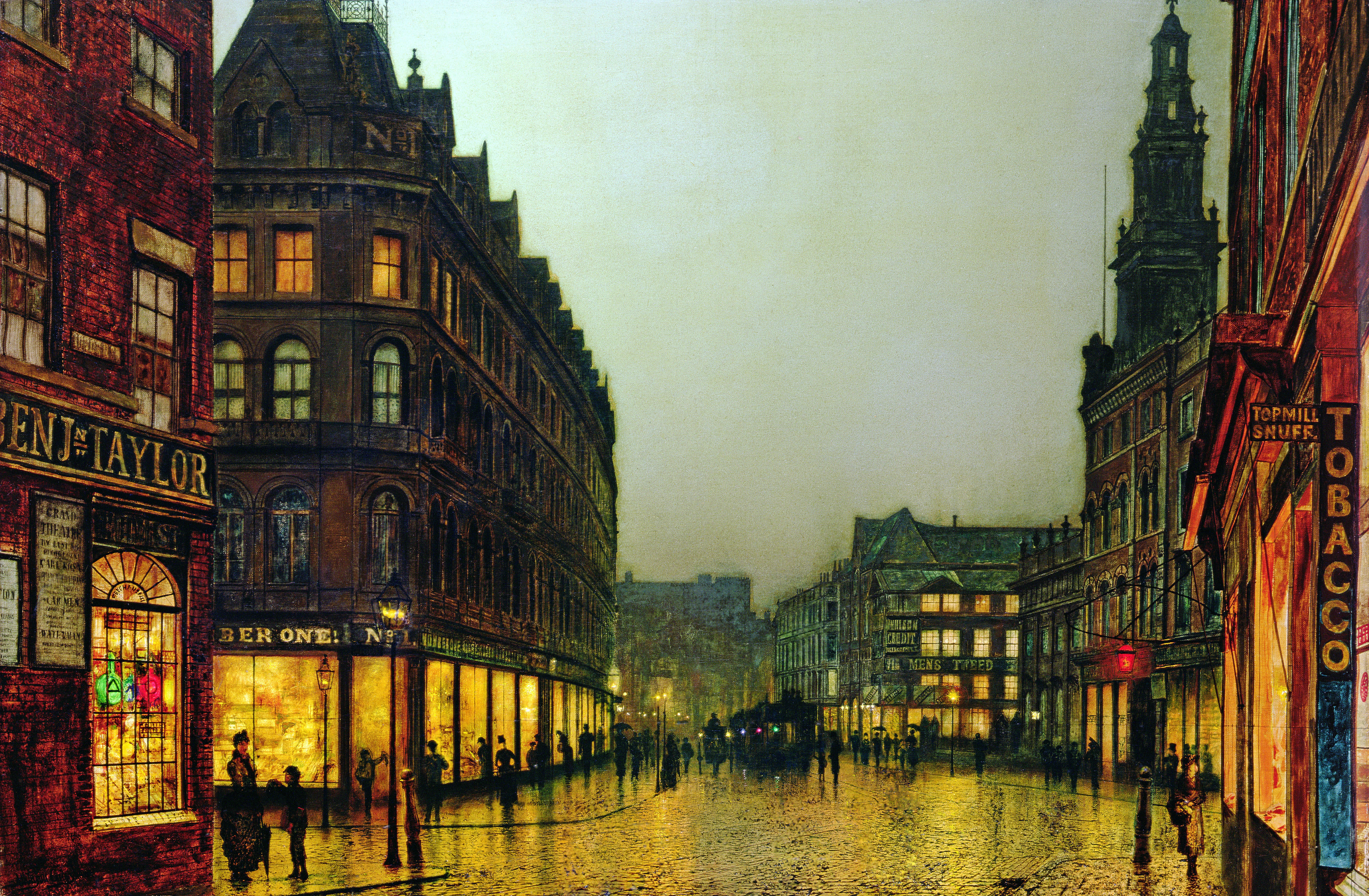
Pista do Javali, nd
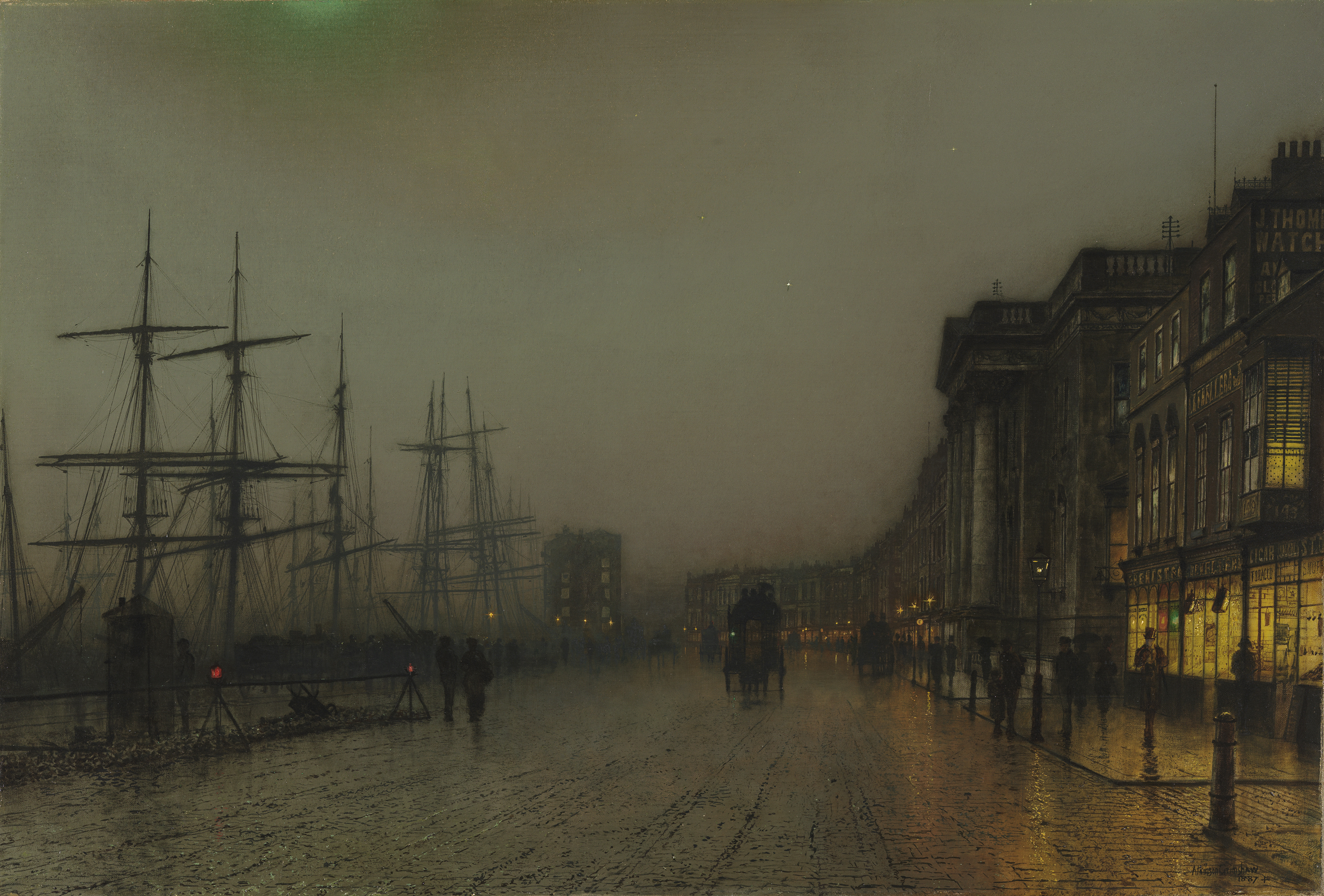
Canny Glasgow, 1887.